# Френ Дрешер
Френсин Џој Дрешер (енгл. Francine Joy Drescher; Њујорк, 30. септембар 1957) америчка је глумица и синдикалка. Позната је по улози Френ Фајн у серији Дадиља (1993—1999). Председница је америчког синдиката глумаца SAG-AFTRA од 15. октобра 2021.

## Биографија
Рођена је 30. септембра 1957. у јеврејској породици у Њујорку. Породица с мајчине стране јој је родом из Румуније, а с очеве стране из Пољске. Има старију сестру.
У средњој школи је упознала Питера Марка Џејкобсона с којим је била у вези, а венчали су се када су имали 21. годину. У јануару 1985. два наоружана мушкарца су провалила у њухом дом у Лос Анђелесу. Док је један претраживао њихов дом, други пљачкаш је силовао Дрешер и њену пријатељицу уз претњу пиштољем. Џејкобсон је такође нападнут, везан и приморан да буде сведок целог догађаја. Након што су се раздвојили 1996. године, Дрешер и Џејкобсон су се развели 1999. Нису имали деце. Дрешер је радила на подршци правима ЛГБТ+ особа након што је њен бивши супруг изашао из ормара.